# 1638 год в России
Царствование: 1613—1645 — Михаила Фёдоровича

## События
- 1637—1642 — Азовское сидение[1].    
  - Август — крымский хан Бахадур I Гирей, в ответ на захват казаками Азова в 1637 году, выступил под город, но не рискнул начать осаду[1].
- Положено начало заселению приграничного края — Слободской Украины[2].
- Кузнецкий острог отразил нападение киргизов, томских и кузнецких татар, телеутов и джунгаров[3].
- Пожалованы боярством: Морозов Глеб Иванович, Голицын Андрей Андреевич, Сицкой Юрий Андреевич[4].

## Землепроходцы
- Землепроходцы появились в Забайкалье: туда проник Максим Перфильев, первым пересёкший Становое нагорье[5].
- Ребров Иван прошёл на кочах (лодки) 900 км. вдоль арктического побережья Азии между устьями рек Яна и Индигирка через пролив Дмитрия Лаптева и, продвигаясь далее на восток, стал первооткрывателем Восточно-Сибирского моря[5].

## Города и поселения
- Восстановлена засечная [защитная] черта по линии Рязань-Тула-Одоев[2].
- Голицын Иван Андреевич руководит восстановлением Одоевских засек[6].
- Образован Якутский уезд.
- Весна—лето — по решению воеводы г. Яблонов Д.П. Львова восстановлена на новом месте крепость Короча, сожжёна крымскими татарами в 1637 году. Крепость включена в Белгородскую засечную черту[7][8].
- Впервые подана челобитная курскими и белгородскими служилыми людьми о строительстве г. Обоянь (царское разрешение получено в 1649 году)[9].

## Руководители приказов[10]
| Года            | Приказ              | Ф,И,О главы                  | Примечания  |
| --------------- | ------------------- | ---------------------------- | ----------- |
| 1638            | Аптекарский приказ  | Потёмкин В.                  | Подьячий    |
| 1634-1638       | Судный приказ       | Пожарский Дмитрий Михайлович | Боярин      |
| 1638            | Большой Казны       | Шереметев Фёдор Иваанович    | Боярин      |
| 1638            | Иноземский приказ   | Шереметев Фёдор Иваанович    | Боярин      |
| 1638            | Стрелецкий приказ   | Шереметев Фёдор Иваанович    | Боярин      |
| 1638-1646       | Аптекарский приказ  | Шереметев Фёдор Иваанович    |             |
| 1630-1661       | Разрядный приказ    | Гавренёв Иван Афанасьевич    | Думный дьяк |
| 1636-1638       | Владимирский судный | Голицын Иван Андреевич       | Боярин      |
| 1637-1638       | Сыскной приказ      | Голицын Иван Андреевич       | Боярин      |
| 1637-1638       | Сбора ратных людей  | Голицын Иван Андреевич       | Боярин      |
| Январь-сентябрь | Владимирский судный | Голицын Андрей Андреевич     | Боярин      |
| Апрель-сентябрь | Сбора ратных людей  | Голицын Андрей Андреевич     | Боярин      |

## Воеводы[15]
| Года      | Город         | Ф,И,О воеводы                 | Примечания               |
| --------- | ------------- | ----------------------------- | ------------------------ |
| 1638-1639 | Алексин       | Заболоцкий Афанасий Сафонович | В другом акте Богданович |
| 1638      | Арзамас       | Сухотин Фёдор Варфаломеевич   |                          |
| 1638-1640 | Астрахань     | Сицкий Юрий Андреевич         | Боярин                   |
| 1638-1639 | Берёзов       | Францбеков Иван Андреевич     |                          |
| 1638-1639 | Болхов        | Волконский Иван Михайлович    |                          |
| 1636-1641 | Царёв-Борисов | Кокошкин Семён                |                          |
| 1638      | Боровск       | Ростопчин Андрей Юрьевич      |                          |
| 1636-1639 | Брянск        | Головин Иван Иванович         | Стольник                 |
| 1637-1641 | Бежецк        | Елецкий Василий Васильевич    |                          |
| 1638-1639 | Белгород      | Пожарский Пётр Дмитриевич     | Стольник                 |
| 1636-1638 | Белёв         | Вельяминов Степан Михайлович  |                          |
| 1638-1640 | Белёв         | Колединский Юрий Васильевич   |                          |

## Родились
- Андрей Тотемский (июнь 1638, село Усть-Толшемское — 10 [23] октября 1673, Тотьма) — святой Русской православной церкви, юродивый.
- Желябужский, Иван Афанасьевич (1638 — после 1709) — государственный деятель, дипломат, мемуарист, московский служилый дворянин.
- Лопухин, Илларион Аврамович (1638 — 21 марта 1713) — стряпчий, стрелецкий голова и полковник, стольник, окольничий, боярин.

## Умерли
- Голицын, Андрей Андреевич (ум. 22 сентября [2 октября] 1638) — крупный землевладелец, боярин, предок всех князей Голицыных[14].
- 23 сентября (3 октября) — Грамотин, Иван Тарасьевич (? — 1638), государственный деятель и дипломат, думный дьяк, московский дворянин, видный деятель Смутного времени, трижды, при разных государях, возглавлял Посольский приказ[16].
- Елецкий, Фёдор Андреевич (ум. 1638) — военный и государственный деятель, стольник и воевода.
- Пушкин, Гавриил Григорьевич (ок.1560 — 1638) — голова, воевода, сокольничий и думный дворянин; действующее лицо пушкинской трагедии «Борис Годунов».
- Шуйский, Иван Иванович Пуговка (ок. 1566 — ок. 1638) — государственный и военный деятель.